# Дипольне випромінювання
Дипольне випромінювання — випромінювання електромагнітних хвиль диполем, величина якого змінюється з часом.
Нерухомі заряди й заряди, які рухаються рівномірно та прямолінійно, не випромінюють електромагнітних хвиль. Для того, щоб заряд випромінював, потрібно, щоб він рухався з прискоренням.

## Математичний опис
Найпростіший випромінювач електромагнітних хвиль — це точковий диполь, величина якого змінюється з часом ({\displaystyle d=d(t)}). На великій віддалі R від диполя (на віддалі, яка набагато перевищує його розміри) напруженість електричного та магнітного полів матиме вигляд
{\displaystyle E_{\theta }\propto H_{\varphi }\propto {\frac {\ddot {d}}{c^{2}R}}\sin \theta },
де θ — це кут між напрямком до спостерігача та напрямком диполя, c — швидкість світла, {\displaystyle E_{\theta }} — напруженість електричного поля, яка направлена перпендикулярно до напрямку розповсюдження хвилі й лежить в площині, утвореній напрямком диполя й напрямком до спостерігача, {\displaystyle H_{\varphi }} — напруженість магнітного поля, перпендикулярна до напрямку розповсюдження хвилі й до площини диполя.
Вектор Пойнтінга випроміненої електромагнітної хвилі дорівнює
{\displaystyle S={\frac {{\ddot {d}}^{2}}{4\pi c^{3}R^{2}}}\sin ^{2}\theta }.
Таким чином, диполь випромінює електромагнітні хвилі не ізотропно, а здебільшого у напрямках перпендикулярних до себе.
Загальна інтенсивність випромінювання
{\displaystyle \int Sd\sigma ={\frac {2{\ddot {d}}^{2}}{3c^{3}}}}.
Якщо диполь здійснює гармонічні коливання {\displaystyle d=d_{0}\cos \omega t}, то усереднений щодо часу потік електромагнітної енергії, випроміненої диполем, дорівнює
{\displaystyle \langle S\rangle ={\frac {p_{0}^{2}}{8\pi R^{2}}}{\frac {\omega ^{2}}{c^{2}}}\sin ^{2}\theta }.
Інтенсивність випромінювання дуже швидко зростає із частотою.

## Дипольне випромінювання молекул
Атоми й молекули в електричному полі електромагнітної хвилі, яка розповсюджується в речовині, набувають наведеного дипольного моменту, який змінюється з часом із частотою електромагнітної хвилі. Як наслідок, вони в свою чергу випромінюють електромагнітні хвилі із тією ж частотою. Це явище лежить у основі розсіювання світла. За великої густини атомів та молекул випромінені ними хвилі накладаються і взаємно компенсуються у всіх напрямках, окрім напрямку поширення зовнішньої хвилі, що призводить до формування показника заломлення речовини.

## Застосування
На дипольному випромінюванні працюють практично всі антени передавачів. Різні форми антен призначені для того, щоб краще сформувати діаграму спрямованості випромінювання.